# キノリン酸
キノリン酸(キノリンさん、Quinolinic acid, QA, QUIN)は、トリプトファンの代謝経路であるキヌレニン経路における代謝物のひとつである。
NMDA受容体のアゴニストとしての作用がある 。
強い神経毒性があり、AIDS dementia complex(英)、アルツハイマー型認知症、ハンチントン病、筋萎縮性側索硬化症、多発性硬化症、パーキンソン病などの脳の神経変性過程に関わっている。
脳内でキノリン酸が生産されるのは小膠細胞とマクロファージだけである。
ノルハルマンは、キノリン酸と3-ヒドロキシキヌレニン(英)の産生および一酸化窒素合成酵素の活性を抑制することから神経保護因子として作用する。 
catechin hydrate(英)、クルクミン、EGCGなどの天然フェノールは、抗酸化とおそらくカルシウム流入機構によりキノリン酸の神経毒性を減少させると考えられる。
COX-2阻害薬(英)もまたキノリン酸の神経毒性に対して保護作用を示す。
これらCOX-2阻害薬は、大うつ病や統合失調症などの精神障害に対して効果を示すエビデンスがいくつか示されている
。
キノリン酸は185–190℃で脱炭酸によりニコチン酸に分解される。